# Margi (Messina)
Margi è una frazione della VI circoscrizione del comune di Messina, che si trova tra Ganzirri e Torre Faro.
Nell'antichità c'era un lago, paragonabile a quelli tuttora esistenti di Ganzirri e Faro, che successivamente fu prosciugato. Oggi resta un canale omonimo (Canale Margi) che collega i due laghi superstiti, costruito dagli inglesi all'inizio del XIX secolo.